# Frank Lohse (Politiker)
Frank-Ronald Lohse (* 11. Juli 1956 in Halle (Saale); † April 2015) war ein deutscher Politiker (SPD).

## Leben
Lohse besuchte die Polytechnische Oberschule und absolvierte danach eine Lehre als Facharbeiter Maschinen- und Anlagenmonteur. Er besuchte anschließend die Fachschule für Kulturwissenschaften Martin-Anderson-Nexö in Meissen und wurde Klubhausleiter. Nach dem Einigungsvertrag erhielt er so ein Diplom als Kulturwissenschaftler (FH). Danach war er Kulturbeauftragter im Verkehrskombinat des Bezirks Neubrandenburg sowie Fachgebietsleiter für Künstlerisches Volksschaffen im Haus der Kultur und Bildung. Er arbeitete als Theaterpädagoge, Regisseur und Assistent bei der Vorpommerschen Landesbühne Anklam.
Ferner war er Projektleiter eines Theaterprojektes mit Neuen Medien an der integrierten Gesamtschule mit gymnasialer Oberstufe in Neubrandenburg. Dort leitete er außerdem das Modellprojekt „Community Education“. Weiter war Lohse als Gastdozent für Kulturwirtschaft an der Theaterakademie Vorpommern sowie als Schauspieler tätig.
Von 2002 bis 2006 war er Mitglied des Landtages Mecklenburg-Vorpommern und dort kulturpolitischer Sprecher der SPD-Fraktion.
Lohse war verheiratet und hat zwei Kinder. Er arbeitete nach seiner politischen Laufbahn als Buchautor und Theaterlehrer.

## Werke
- Glühwürmchenreport. Friedland: Steffen Verlag 2008.
- Verse für Minuten. Neubrandenburg: HW-Verlag 2006.